# 柳瀬博一
柳瀬 博一（やなせ ひろいち、1964年 - ）は、日本の編集者、作家、東京科学大学リベラルアーツ研究教育院教授（メディア論）。

## 人物・経歴
静岡県浜松市出身。静岡県立浜松西高等学校、慶應義塾大学経済学部を卒業後、日経マグロウヒル社（現・日経BP）に入社し「日経ビジネス」記者を経て単行本の編集に従事する。『小倉昌男 経営学』『日本美術応援団』『社長失格』『アー・ユー・ハッピー?』『流行人類学クロニクル』『養老孟司のデジタル昆虫図鑑』などを担当。
「日経ビジネスオンライン」立ち上げに参画、のちに同企画プロデューサー。TBSラジオ「柳瀬博一・Terminal（やなせひろいちターミナル）」のほかラジオNIKKEI、渋谷のラジオ「渋谷の柳瀬博一研究室」でパーソナリティとしても活動。
2018年3月に日経BPを退社し、同4月より東京工業大学教授に就任。2020年11月、編集者時代から20年以上あたためてきた論考をまとめた『国道16号線』を出版。2021年11月30日放送のTBS『マツコの知らない世界』に国道16号線の専門家として出演。NPO小網代野外活動調整会議理事。

## 著書
- 『インターネットが普及したら、ぼくたちが原始人に戻っちゃったわけ』[5]小林弘人と共著、晶文社、2015年
- 『「奇跡の自然」の守りかた』[6]　岸由二と共著、ちくまプリマー新書、2016年
- 『混ぜる教育』[7]　崎谷実穂と共著、日経BP、2016年
- 『国道16号線 「日本」を創った道』[8]　新潮社、2020年
- 『親父の納棺』[9]　幻冬舎、2022年
- 『カワセミ都市トーキョー』平凡社、2024年
- 『アンパンマンと日本人』新潮新書、2025年

## 音声講義
- 『国道16号線から日本が見える』(2021年7月、VOOX)